# Criminal story
Criminal story (La route de Corinthe) è un film del 1967 diretto da Claude Chabrol.
Spy-story ambientata in Grecia, tra Atene e il canale di Corinto, narrata con lo stile dissacrante tipico e con due attori simbolo, Maurice Ronet e Jean Seberg, della Nouvelle vague.

## Trama
Agenti americani in Grecia sono chiamati a sventare un insospettabile piano di sabotaggio delle comunicazioni a danno delle forze NATO da parte di cospiratori locali. Dopo che un agente viene eliminato, la moglie di quest'ultimo prosegue le indagini e riesce a far emergere l'ingegnoso sistema criminoso, districandosi tra le attenzioni di pretendenti vari e le insidie dei malviventi.